# Kufel monetowy

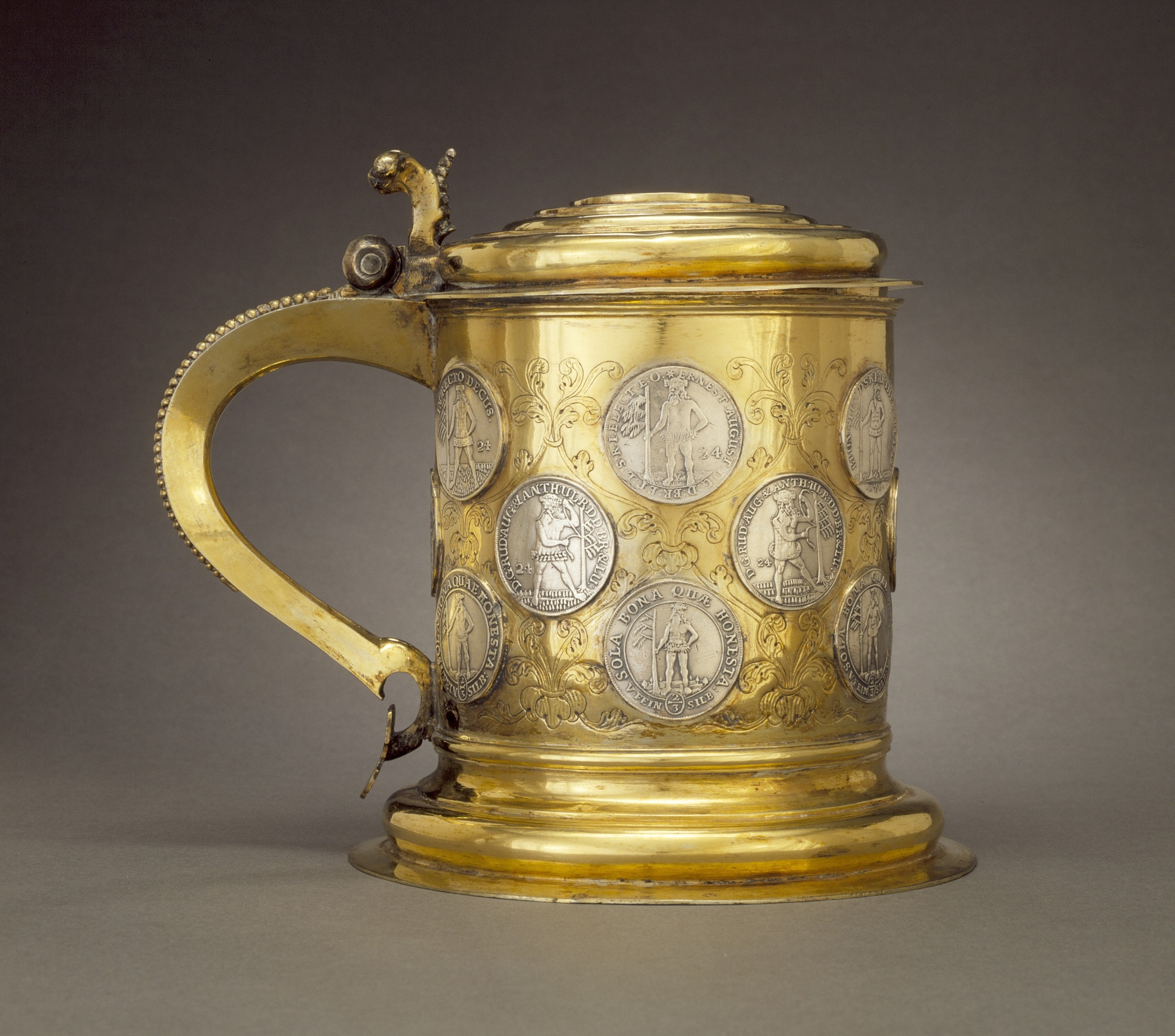
Kufel monetowy z ok. 1750

Kufel monetowy – kufel dekorowany monetami i medalami, szczególnie popularny w drugiej połowie XVII i XVIII wieku. Podobnie jak kubek monetowy pełnił funkcję reprezentacyjną, stanowił kosztowną ozdobę stołów używaną podczas uczt oraz w dyplomacji. Wykonywany był z różnych materiałów, przede wszystkim srebra i złota. Zazwyczaj był zaopatrzony w pokrywkę, która służyła do dodatkowych zdobień.

## Historia
Tradycja zdobień naczyń ozdobnych numizmatami antycznymi i współczesnymi narodziła się w złotnictwie europejskim w połowie XVI wieku. Dobrym przykładem wczesnego wykorzystania numizmatów są misy monetowe (Münzschale) tworzone w ośrodkach niemieckich.
Szczyt produkcji kufli monetowych przypada na lata 30. XVIII wieku. Kufle monetowe wytwarzano przede wszystkim w krajach skandynawskich, północnych Niemczech oraz w Inflantach, a także w Rosji. Ważną rolę w produkcji kufli ozdobnych i innych wyrobów złotniczych na ziemiach polskich miał Gdańsk. Dzięki swojemu położeniu był miejscem wymiany artystycznej oraz osiedlania mistrzów rzemieślniczych z regionu Morza Bałtyckiego. W Gdańsku pracowali mistrzowie złotnictwa pochodzący z Niderlandów oraz Niemiec, m.in. Andreas Mackensen I. Wkrótce wykształciła się charakterystyczna odmiana kufli, nazywanymi kuflami gdańskimi. W połowie XVII wieku krąg osób nabywających gdańskie wyroby rozszerzył się na całą Rzeczpospolitą. Świadczą o tym zamówienia z Litwy oraz dworu królewskiego w Warszawie, gdzie kufle funkcjonowały nie tylko na stołach, ale także jako dary dyplomatyczne.

## Opis
Pod względem technicznym kufel monetowy, jak inne kufle, jest rozwinięciem kubka. Dodatkowe elementy, jak uchwyt i pokrywka, zostały przejęte z dzbana. Dzięki zamontowaniu uchwytu kufle mogły pomieścić więcej napoju niż kubki; natomiast w odróżnieniu od dzbana mogły służyć pojedynczej osobie. Popularność kufli wynikała ze spożywania alkoholu w stosunkowo większych ilościach niż innych napojów. Piwo stanowiło wówczas napój elit mieszczańskich, co również decydowało o powodzeniu bogato zdobionych kufli wśród tej warstwy społecznej. Wraz z upowszechnieniem się nowych napojów: kawy, herbaty, kakao i czekolady, w drugiej połowie XVIII wieku kufle zaczęły powoli wychodzić z codziennego użycia.
Styl artystyczny kufla sprowadza się do użycia charakterystycznych dla dzbana oraz kubka cech budowy i dekoracji. Istnieje bogata tradycja zdobienia kufli – nie tylko poprzez montowanie w ich korpusie numizmatów. Wzory dekoracji czerpano przede wszystkim z Biblii, z mitologii lub popularnych przedstawień (np. tańców chłopskich). Osobną grupą były właśnie kufle monetowe, na których zamontowane monety, medaliony lub ich odlewy, często w towarzystwie ornamentów, służyły wychwalaniu władców i ich czynów.
Dekorowanie numizmatami powierzchni naczyń swój początek mogło wziąć z zainteresowania mieszczaństwa kolekcjonowaniem dawnych monet. Monety, jak również inne motywy dekoracyjne, stanowiły odwołanie do cnót etycznych i politycznych. Montowano również medale świadczące o konkretnej okazji jak śluby, chrzciny i rocznice. Numizmaty w większości osadzano na naczyniu awersem, a więc podobizną władcy na zewnątrz (do widza). Wykorzystanie wizerunku głowy państwa miało podkreślać przywiązanie do cnót obywatelskich uosabianych w polityce szczególnie szanowanych władców.

## Przykłady kufli monetowych

### Kufel monetowy z ok. 1715 z Gdańska

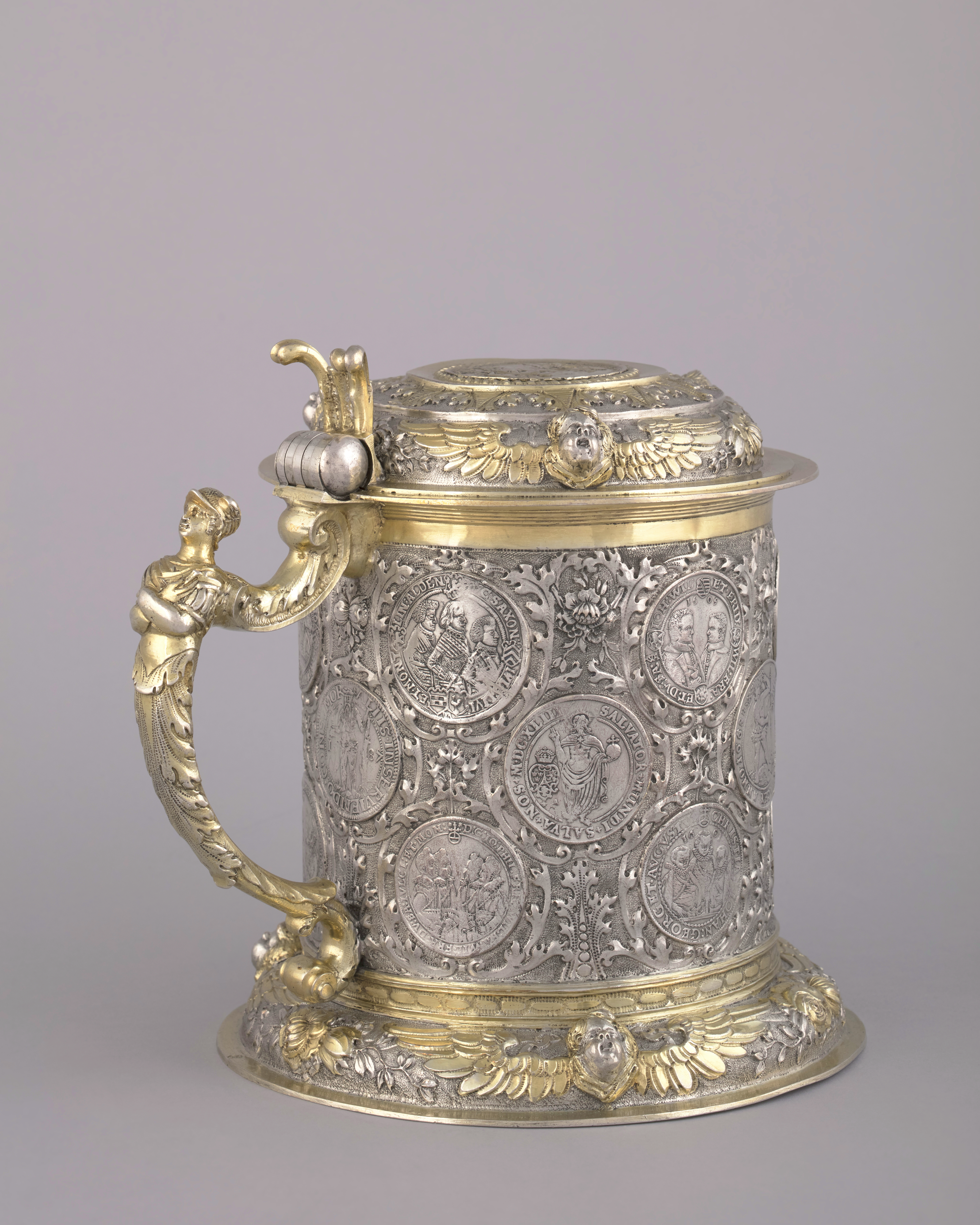
Kufel monetowy z ok. 1715 z Gdańska

Wykonany z częściowo złoconego, kutego, odlewanego i repusowanego srebra. Ważący około 2 kilogramów kufel powstał w warsztacie złotnika Beniamina I Berenta w Gdańsku około 1715 roku. Cylindryczny korpus wyposażony jest w pokrywę i ucho. Ucho wykonano w formie popiersia Hermesa, uchwyt na pokrywie utworzony z dwóch wolutek. Przedmiot udekorowano także motywem akantu z owocami. Na stopie i pokrywie znajdują się po trzy uskrzydlone główki aniołków. W dnie kufla umieszczono medal ślubny z 1636 roku, na pokrywie medal chrzcielny z przełomu XVII i XVIII wieku. Na korpusie, w trzech rzędach, umieszczono osiemnaście talarów saskich, brunszwickich i szwedzkich z lat 1587–1658. Na krawędzi stopy i pokrywy znajdują się również znaki złotnicze: znak miejski Gdańska, dwa krzyże pod koroną tarczy oraz znak warsztatu Berenta, „BB” w prostokącie. Z kolekcji Henryka Loewenfelda z Chrzanowa został przekazany w 1924 roku na Zamek Królewski na Wawelu. Można go obejrzeć na stałej wystawie Nowy Skarbiec Koronny.

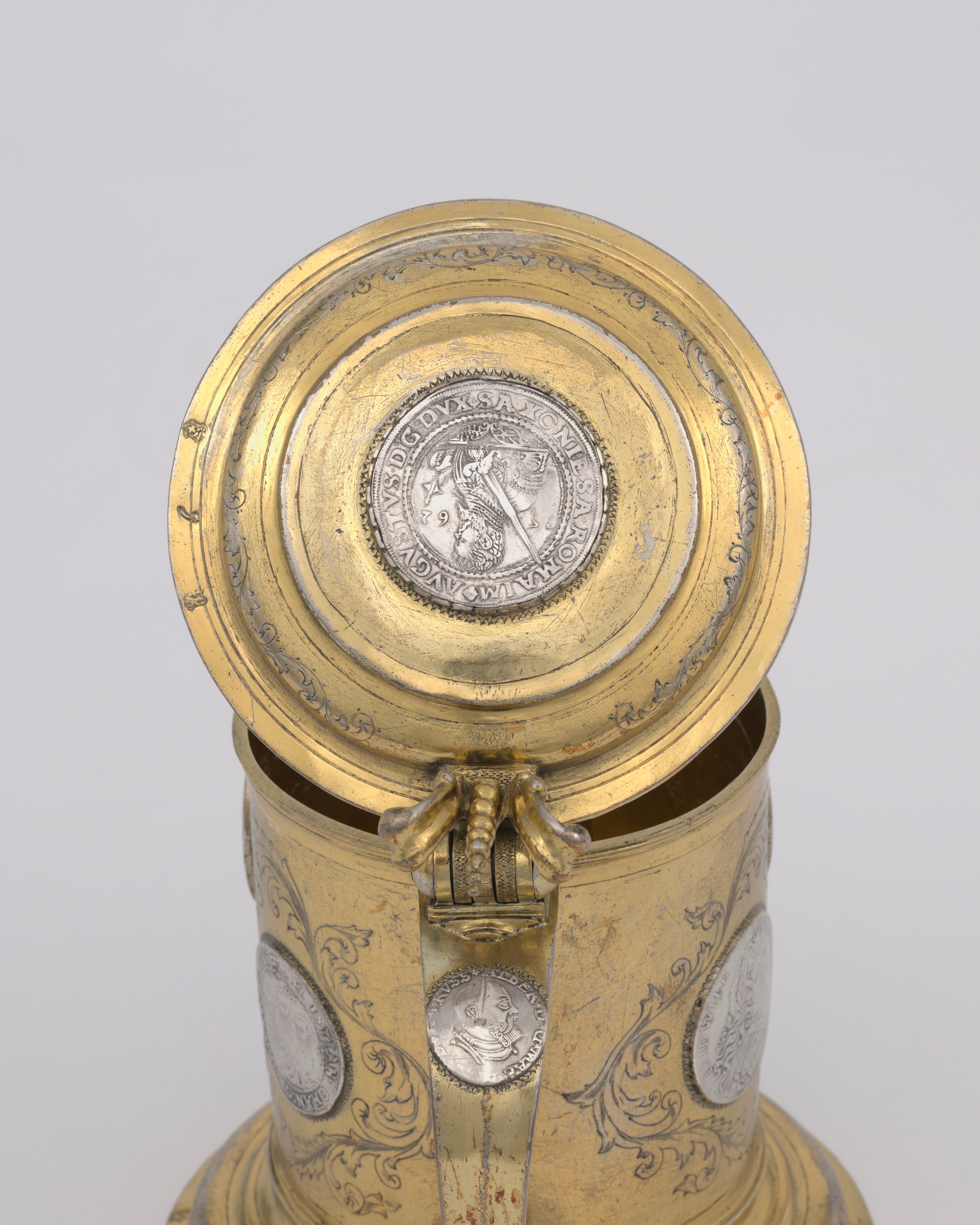
Kufel monetowy z 1714 z Królewca

### Kufel monetowy z 1714 z Królewca
Wykonany z częściowo złoconego, kutego, odlewanego i repusowanego srebra. Cylindryczny kufel monetowy wyposażony jest w pokrywę na zawiasie i gładkie ucho zakończone tarczką. Wykonany został w Królewcu w 1714 roku przez złotnika Johanna Christopha Wittpahla. W korpusie osadzono siedem numizmatów. Są to głównie półguldeny saskie, z których najmłodszy występuje z datą 1713. Trzy dalsze noszą datę 1615. Moneta umieszczona na pokrywie pochodzi z 1562 roku, podobnie jak ta umieszczona na zewnętrznej powierzchni ucha (połowa XVI wieku). Na powierzchni korpusu oraz na stopie i pokrywie został wyryty ornament z akantu. Na krawędzi stopy i pokrywy kufla znajdują także się znaki złotnicze, które świadczą o jego pochodzeniu: znak miejski Królewca, krzyż pod koroną w tarczy, znak kontrolera, znak warsztatu Wittpahla: „IC/WP” w tarczy. Kufel znajduje się w zbiorach Zamku Królewskiego na Wawelu. Eksponowany na stałej wystawie Nowy Skarbiec Koronny.

### Kufel monetowy z ok. 1700 z Niemiec

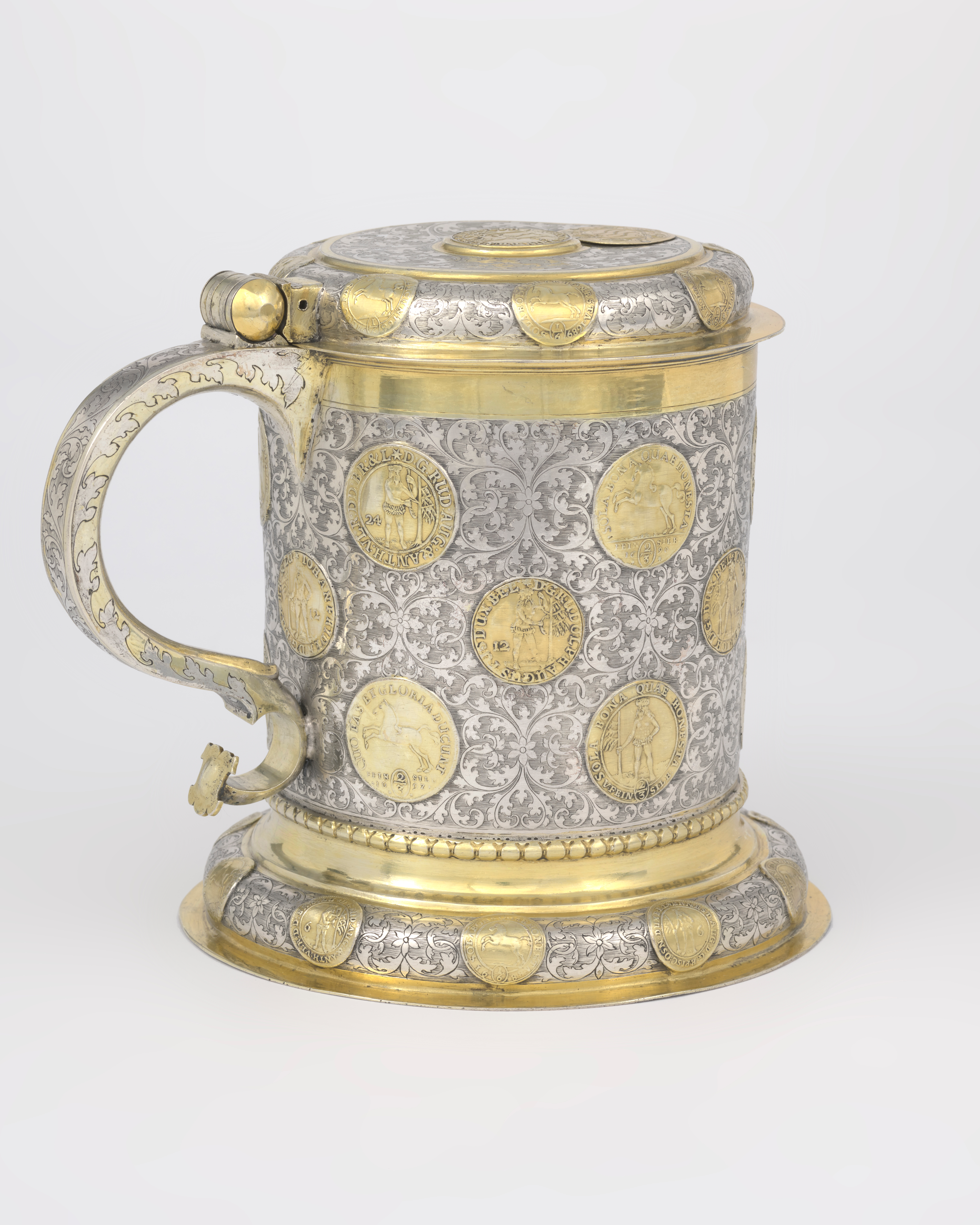
Kufel monetowy z ok. 1700 z Niemiec

Wykonany z częściowo złoconego, kutego, odlewanego i repusowanego srebra. Ważący ok. 1,3 kilograma kufel powstał najprawdopodobniej w Niemczech około 1700 roku. Cechuje go cylindryczny korpus oraz pokrywa i ucho. Korpus został oddzielony od stopy kufla rzędem perełek. Pokrywa znajduje się na zawiasie i została specjalnie wybrzuszona analogicznie do stopy. Ucho w kształcie litery C, z esowato wygiętym końcem, na którym tarczka. Kufel ozdobiony został monetami brunszwickimi z lat 1670–1695. Dodatkowo na wybrzuszeniach stopy i pokrywy znajduje się 18 ćwierćtalarów, na korpusie – 6 półtalarów w środkowym rzędzie, oraz 13 talarów w górnym i dolnym rzędzie oraz pośrodku pokrywy. Na pokrywie umieszczono plakietkę z monogramem. Między monetami został wyryty ornament z akantu. Znaki złotnicze na krawędzi stopy i pokrywy to: znak warsztatu: „CK” w kole oraz pruska cecha kontrybucyjna, czyli orzeł w kole. Kufel znajduje się w zbiorach Zamku Królewskiego na Wawelu. Można go obejrzeć na stałej wystawie Nowy Skarbiec Koronny.